# Rivière Métascouac
Pour les articles homonymes, voir Métascouac.
La rivière Métascouac est un affluent de la rive est de la rivière Métabetchouane (via le Petit lac Métascouac), coulant dans la partie centre ouest de la réserve faunique des Laurentides, dans la région administrative de la Capitale-Nationale, dans la province de Québec, au Canada. Le cours de la rivière traverse les territoires non organisés de Lac-Jacques-Cartier et de Lac-Croche, qui sont respectivement dans les municipalités régionales de comté de La Côte-de-Beaupré et de La Jacques-Cartier.
La foresterie constitue la principale activité économique de cette vallée ; les activités récréotouristiques, en second.
La surface de la rivière Métascouac (sauf les zones de rapides) est habituellement gelée de la fin novembre au début avril, toutefois la circulation sécuritaire sur la glace se fait généralement de la mi-décembre à la fin mars.

## Géographie
Les principaux bassins versants voisins de la rivière Métascouac sont :
- Côté nord : lac Métascouac, lac Berthiaume, lac aux Écorces, rivière aux Écorces ;
- Côté est : ruisseau Canuck, rivière aux Écorces Nord-Est, rivière Métascouac Sud ;
- Côté sud : Petit lac Métascouac, rivière Métabetchouane, rivière Métabetchouane Est et rivière de la Place ;
- Côté ouest : rivière Métabetchouane, lac Saint-Henri[2].

À partir du lac Deschênes (altitude : 520 m) rivière coule sur environ 48 km, avec une dénivellation de 82 m.
À partir de la confluence de la rivière Métascouac, le courant coule sur :
- 3,8 km vers le sud en traversant le Petit lac Métascouac ;
- 83,9 km vers le nord en suivant le cours de la rivière Métabetchouane jusqu’à la rive sud du lac Saint-Jean ;
- 22,8 km vers le nord-est en traversant le lac Saint-Jean ;
- 172,3 km vers l'est en empruntant le cours de la rivière Saguenay via la Petite Décharge, jusqu’à Tadoussac où il conflue avec l’estuaire du Saint-Laurent[2].

## Toponymie
Le toponyme rivière Métascouac a été officialisé le 5 décembre 1968 à la Banque des noms de lieux de la Commission de toponymie du Québec.